# Vlag van Woudsend

Vlag van Woudsend

De vlag van Woudsend is de dorpsvlag die aan de Friese plaats Woudsend werd toegekend door de gemeente Súdwest-Fryslân. Deze vlag is ontworpen door pastoor J.R. Van der Wal en de Fryske Rie foar Heraldyk heeft in dezen geadviseerd.

## Beschrijving
De beschrijving van de vlag is als volgt:
Wit met twee broekingsdriehoeken tegen elkaar aan, aan de vluchtzijde toe, in de bovenste een gele lelie.
De kleuren zijn afkomstig van het dorpswapen.

## Symboliek

Broekingsdriehoeken en kleurstelling: afgeleid van het wapen van de karmelieten die een klooster in het dorp hadden. De twee broekingsdriehoeken vormen samen de letter W van Woudsend.
- Fleur-de-lis: ontleend aan het Wapen van Wymbritseradeel, de gemeente waar Woudsend eerder tot behoorde.[1]